# スズキ・シアズ
シアズ（Ciaz）はスズキが日本国外で製造・販売していたCセグメントに属する4ドアセダンである。中国ではアリビオ（Alivio,中国名：啓悦、チーユエ）の車名で販売されるが（車名はスペイン語で「安心」「落ち着き」を意味する語）、シアズとは若干仕様が異なる。また、インド市場においては上級車チャネル「NEXA」（ネクサ）にて取り扱われる。

## 概要
SX4セダンの後継となる小型プレミアムセダンである。中国向けにはアリビオの車名で販売が行われるが、アリビオはフロントグリル、バンパー、テールライトの意匠がシアズと異なる。
シアズ/アリビオは2013年4月の上海モーターショーにて公開された「オーセンティックス」コンセプトをルーツとする。その後、2014年2月のニューデリーオートエクスポに「コンセプト シアズ」が、同年4月の北京モーターショーに「コンセプト アリビオ」がそれぞれ出展され、市販型はシアズがインドで10月から、アリビオは12月からそれぞれ発売を開始した。
シアズはマルチ・スズキ・インディアのマーネーサル工場で生産されて、インド国内のほか、中近東、中南米、アフリカ諸国に輸出されて販売される。タイ市場向けはスズキ・モーター・タイランドのラヨーン工場で生産されるほか、中国向けのアリビオは重慶の長安鈴木汽車で製造が行われる。
プレミアムクラスに相応しく、自動温度調節器やキーレススタートシステム、6スピーカー、ナビゲーションシステム、バックカメラ+パーキングセンサー、自動防眩バックミラー、プロジェクターヘッドランプ、USB/AUX/Bluetooth対応のオーディオシステム、サンルーフなどの装備が用意される。
インドで製造されるシアズには、エンジンとしてガソリンとディーゼルの2種が搭載される。ガソリンはK14B型 1.4Lで、VVTを備え、最高出力68kW/6,000rpm、最大トルク130Nm/4,000rpmを発揮し、燃費は20.73km/Lをマーク。ディーゼルはフィアット製の1.3L Multijetエンジン（英語版）で、最高出力66kW/4,000rpm、最大トルク200Nm/1,750rpmを発揮し（マルチ・スズキでは「DDiS200」と称する）、燃費は26.21km/Lをマークする。また、ディーゼル車にはクラス初となるマイルドハイブリッドシステムを搭載した「SHVS」も用意され、スタータージェネレーターとエネルギー回生機構を搭載し、燃費は28.09km/Lをマークする。ハイブリッドシステムは機構的に日本で展開される「S-エネチャージ」を進化させたもので、同様のシステムは2015年8月に発表された3代目ソリオにも搭載された。
マルチ・スズキによれば、いずれも燃費はクラス最高値を誇る。トランスミッションは5速MTと、ガソリン車には4速ATも設定される。
中国仕様であるアリビオにはM16A型 1.6Lガソリンエンジンのみが設定される。トランスミッションは5速MTまたは6速ATとなる。
タイ仕様のシアズはタイ政府のエコカー認定基準を満たすため、エンジンはK12B型 1.25Lガソリンが搭載される。トランスミッションは5速MTまたはCVT。

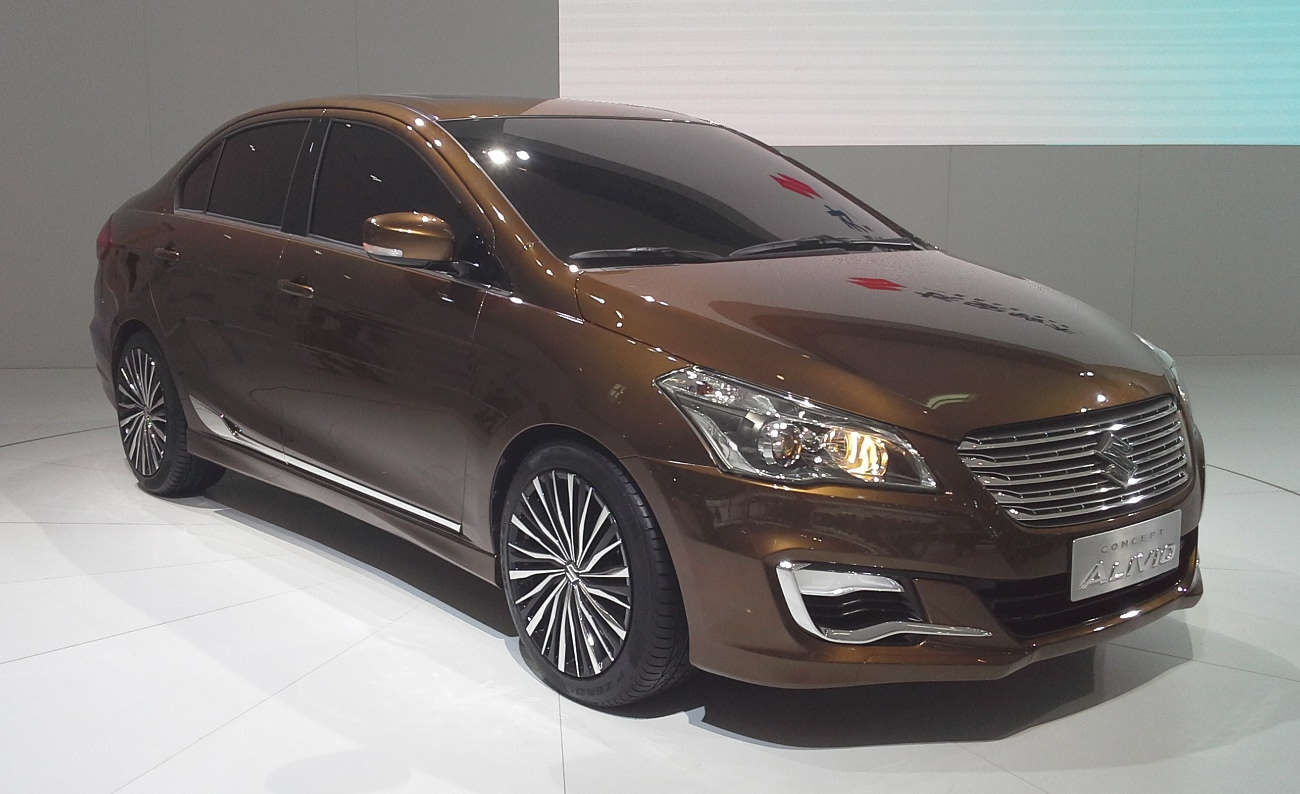
コンセプト アリビオ（フロント）
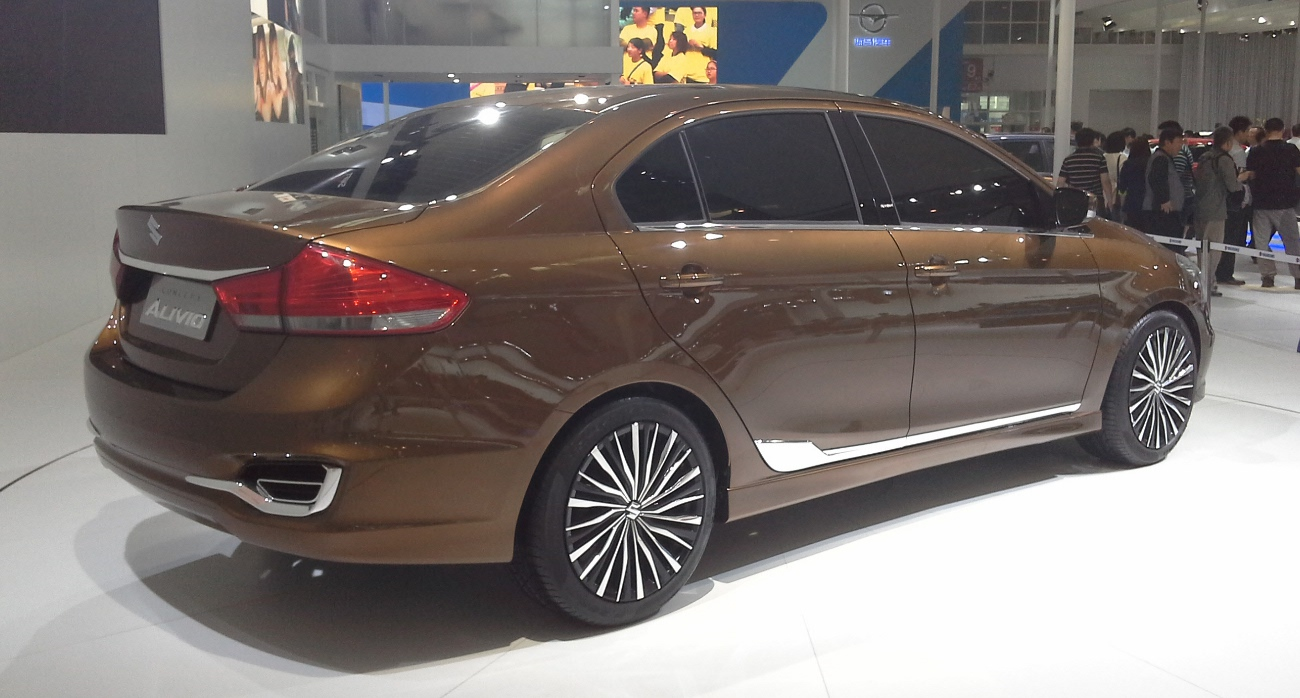
コンセプト アリビオ（リア）
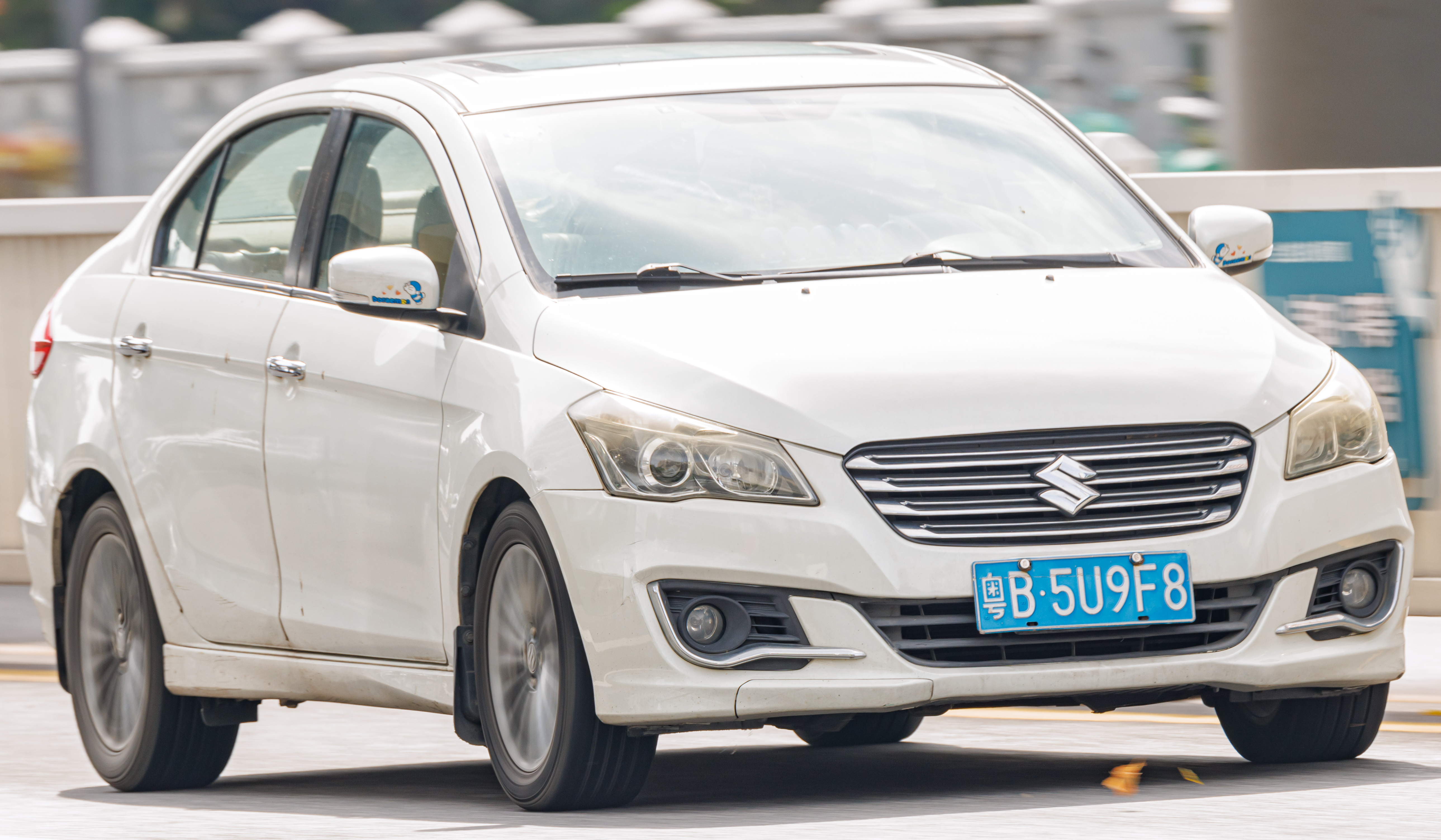
スズキ・アリビオ 中国仕様（フロント）
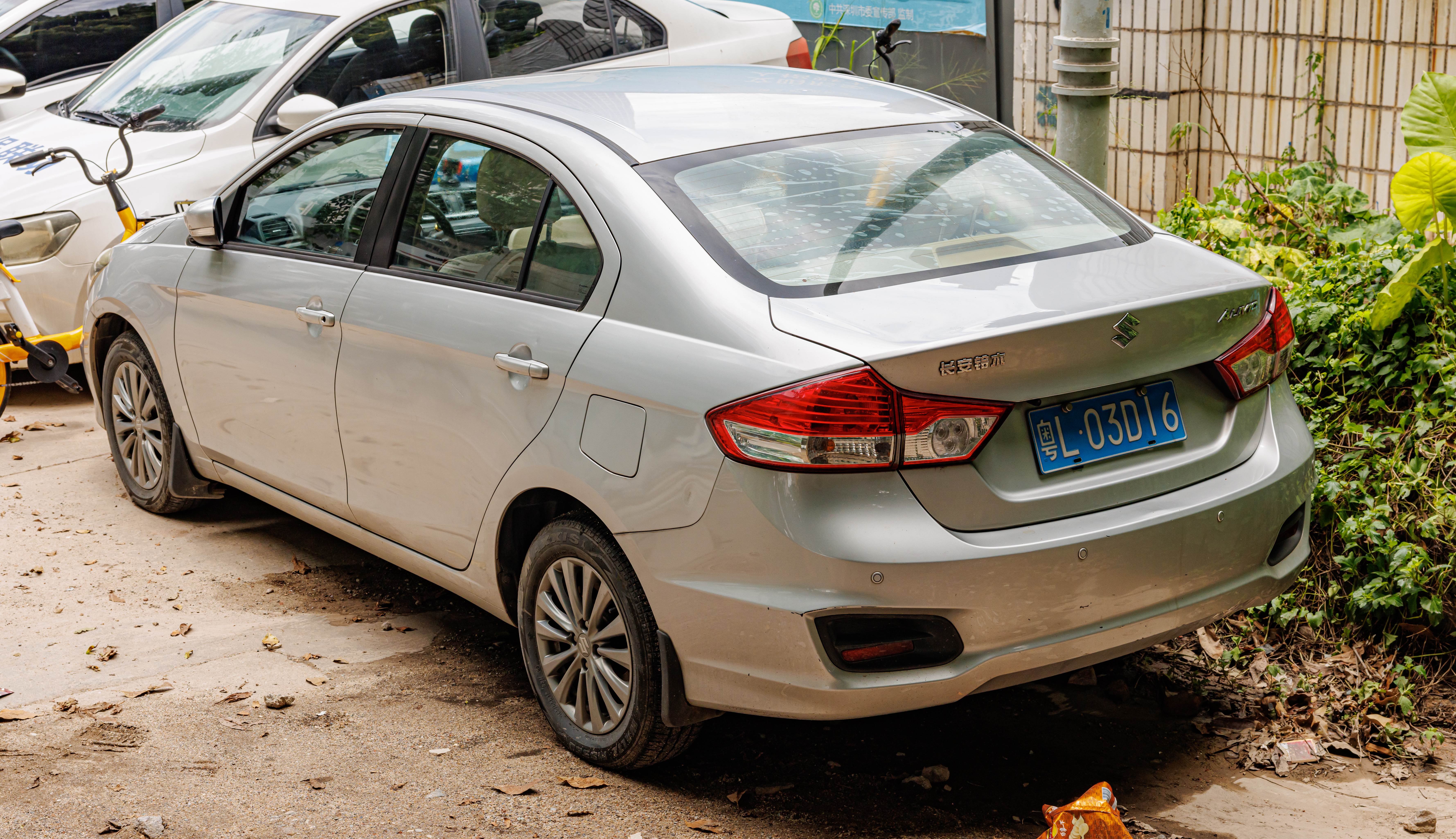
スズキ・アリビオ 中国仕様（リア）

### 年表
- 2014年
  - 9月3日 - インド市場にて先行予約を開始。予約開始から2週間で5千台を受注する[5]。
  - 9月5日 - 中国の長安鈴木がアリビオの市販型を発表[6]。
  - 10月6日 - インドで発表・販売開始[7]。
  - 11月20日 - 広州国際モーターショーにアリビオを出展。同月24日から先行受注を開始[8]。
  - 12月23日 - 中国市場にてアリビオ販売開始[9][10]。
- 2015年
  - 2月 - メキシコで販売開始[11]。
  - 3月23日 - バンコク国際モーターショーにてタイ仕様車を初出展[12][13]。
  - 4月 - 南アフリカ共和国で発売開始[14]。
  - 6月19日 - 累計販売台数が5万台に達する。インド国内では4万3千台を販売し、うち65％が従来からのマルチ車のオーナーである[15]。
  - 7月8日 - タイで発売開始[16]。
  - 9月 - インドで「スマートハイブリッド」仕様を追加[17]。
  - 10月 - インドでスポーツ仕様の「RS」を追加。エアロパーツ、トランクスポイラーなどを採用する。
- 2017年3月 - インド市場での取り扱いをマルチスズキディーラーから上級車チャネルである「NEXA（ネクサ）」へ移行。
- 2020年1月 - スポーツグレードの「シアズS」を追加したと発表された[18]。
- 2018年12月 - 中国市場で販売終了。
- 2023年6月 - タイ市場で販売終了。これによりシアズはOEMかつエジプト市場専売の2代目トヨタ・ベルタを除き、名実共にインド市場専売車となった。
- 2025年4月 - 生産を終了。OEM先のベルタも同時に生産を終了した。

## 外部サイト
- スズキ・シアズ（グローバル・スズキ）
- スズキ・シアズ（インド仕様、NEXA） （英語）
- スズキ・シアズS（インド仕様、NEXA） （英語）
- スズキ・アリビオ（中国仕様） （中国語）
- スズキ・シアズ（タイ仕様） （タイ語）